# Stelmachowo-Kolonia
Stelmachowo-Kolonia – kolonia w Polsce położona w województwie podlaskim, w powiecie białostockim, w gminie Tykocin.
W latach 1975–1998 miejscowość należała administracyjnie do województwa białostockiego.